# La primera dama
La primera dama (títol original en anglès: Magnificent Doll) és una pel·lícula estatunidenca dirigida per Frank Borzage, estrenada el 1946. Ha estat doblada al català.

## Argument
Biografia de Dolly Payne (Ginger Rogers), l'esposa de James Madison, el quart President dels Estats Units. A Dolly la festegen dos líders polítics: Madison (Burgess Meredith) i Aaron Burr (David Niven). Ella coqueteja amb els dos, arribant fins i tot a enfrontar-los, no només per motius sentimentals, sinó perquè desitja contribuir a la construcció del país. Després d'exercir la seva influència sobre Burr, ajudarà Thomas Jefferson a arribar a la presidència dels Estats Units (1801-1809). Quan Madison (1809-1817) guanya les eleccions presidencials es converteix en la Primera Dama.

## Repartiment
- Ginger Rogers: Dolly Payne Madison
- David Niven: Aaron Burr
- Burgess Meredith: James Madison
- Peggy Wood: Sra. Payne
- Stephen McNally: John Todd
- Robert Barrat: M. Payne
- Grandon Rhodes: Thomas Jefferson
- Frances E. Williams: Amy
- Henri Letondal: Comte D'Arignon
- Joseph Forte: Senador Ainsworth